# Fairmont, Minnesota
Fairmont är administrativ huvudort i Martin County i Minnesota. Fairmont hade 10 666 invånare enligt 2010 års folkräkning.

## Kända personer från Fairmont
- Dale Gardner, astronaut